# Francesc Sánchez Bas
Francesc Sánchez Bas (Barcelona, 27 d'octubre de 1977), més conegut com a Fran Sánchez, és un entrenador de futbol català. Va entrenar el FC Barcelona femení la temporada 2017-18, substituint Xavi Llorens, equip amb el qual va guanyar la Copa de la Reina i la Copa Catalunya, però el gener del 2019 va ser destituït pel club, sent substituït per Lluís Cortés. El mateix any, va fitxar per la selecció de Qatar, com a ajudant del seu germà, el també entrenador Fèlix Sánchez Bas.